# Tuva Norbye
Tuva Norbye (* 26. August 1996 in Oslo) ist eine norwegische Skirennläuferin. Sie startet für den Heming IL und hat ihre Stärken in den technischen Disziplinen Slalom und Riesenslalom. Ihre jüngere Schwester Kaja ist ebenfalls als Skirennläuferin aktiv.

## Biografie
Norbye kam nach Erreichen der Altersgrenze ab Dezember 2011 bei FIS-Rennen in ihrer Heimat zum Einsatz, konnte sich schnell im Vorderfeld etablieren und feierte am 8. Februar 2012 in einem Riesenslalom in Hakadal ihren ersten Sieg. Auch im folgenden Winter klassierte sie sich regelmäßig im Spitzenfeld, feierte insgesamt vier Siege bei FIS-Rennen, wurde norwegische Juniorenmeisterin in der Abfahrt und ging im Februar 2013 beim Europäischen Olympischen Jugendfestival in Brașov an den Start, wo sie als 4. des Slaloms eine Medaille nur knapp verpasste. Zum Ende der Saison gewann sie bei den norwegischen Meisterschaften Bronze in der Super-Kombination.
Ab der Saison 2013/14 kam sie regelmäßig Europacup zum Einsatz und gewann am 17. Dezember 2013 als 26. der Abfahrt in St. Moritz die ersten Punkte in dieser Rennserie. Im Februar 2014 wurde sie zudem norwegische Juniorenmeisterin in der Super-Kombination und startete knapp einen Monat später bei den Juniorenweltmeisterschaften in Jasná, wo sie als bestes Ergebnis Rang 14 in der Super-Kombination erreichte. 2014/15 gelang ihr am 29. Januar 2015 mit Platz 10 bei der Alpinen Kombination in Hinterstoder das bislang beste Ergebnis im Europacup. Im März gehörte sie zum norwegischen Aufgebot für die Juniorenweltmeisterschaften in Hafjell und wurde zum Abschluss des Winters norwegische Vizemeisterin im Slalom.
Seit 2015 studiert Norbye an der University of Denver und geht daher vorwiegend im Nor-Am Cup an den Start. Am 24. November 2015 gelang ihr mit Rang 3 im Slalom von Jackson auf Anhieb der erste Podestplatz in dieser Rennserie.

## Erfolge

### Europacup
- 1 Podestplatzierung

### Nor-Am Cup
- Saison 2015/16: 3. Slalomwertung, 8. Riesenslalomwertung
- Saison 2018/19: 5. Gesamtwertung, 4. Slalomwertung, 4. Kombinationswertung, 6. Riesenslalomwertung, 8. Super-G-Wertung
- Saison 2019/20: 9. Gesamtwertung, 10. Slalomwertung, 10. Kombinationswertung
- 9 Podestplätze, davon 1 Sieg

| Datum          | Ort     | Land   | Disziplin      |
| -------------- | ------- | ------ | -------------- |
| 4. Januar 2019 | Calgary | Kanada | Parallelslalom |

### Juniorenweltmeisterschaften
- Jasná 2014: 14. Super-Kombination, 16. Abfahrt, 20. Super G, 26. Riesenslalom
- Hafjell 2015: 14. Super-Kombination, 21. Slalom, 23. Abfahrt, 30. Riesenslalom, 34. Super G

### Weitere Erfolge
- 3 Medaillen bei norwegischen Meisterschaften:
  - 1 Silbermedaille (Slalom 2015)
  - 2 Bronzemedaillen (Super-Kombination 2013, Slalom 2014)
- 2-fache norwegische Juniorenmeisterin (Abfahrt 2013, Super-Kombination 2014)
- 16 Siege in FIS-Rennen